# 葉城路
葉城路是中華人民共和國上海市嘉定區嘉定工業區一條東西走向道路，道路西起回城西路，東至澄瀏中路。全長22.5千米。寬40米。路名來自於新疆葉城。1992年，滬宜公路至招賢路的路段開通。1993年延伸至滬嘉高速公路。1999年延伸至新成路。